# Jérôme Dufromont
Jerome Dufromont (Courtrai, 13 febbraio 1913 – Kuurne, 23 ottobre 1986) è stato un ciclista su strada belga, professionista dal 1937 al 1949.

## Carriera
Corridore adatto alle corse di un giorno, riuscì in carriera a vincere varie corse, oltre ad ottenere un secondo ed un terzo posto alla Gand-Wevelgem.

## Palmarès

### Strada
- 1946

Circuit des Régions Frontalières
Coppa Sels